# تشانس رينكونتر
تشانس يوجين ديوك رينكونتر (بالإنجليزية: Chance Eugene Duke Rencountre؛ مواليد 31 ديسمبر 1986) هو مُقاتل فنون قتالية مختلطة أمريكي.

## وصلات خارجية
- تشانس رينكونتر على موقع يو إف سي (الإنجليزية)
- تشانس رينكونتر على موقع بيلاتور (الإنجليزية)
- تشانس رينكونتر على موقع شيردوغ (الإنجليزية)